# الاحتجاجات التشادية 2021
الاحتجاجات التشادية 2021 موجة احتجاجية في تشاد ضد النظام الدكتاتوري لمحمد ديبي وإدريس ديبي، وبسبب نتائج الانتخابات الرئاسية.

## خلفية
كانت تشاد في خضم نزاع مسلح مع حدوث اشتباكات متضاربة وأعمال عنف متكررة للغاية. دعا معارضو الرئيس آنذاك إدريس ديبي إلى الاحتجاجات بسبب حكمه غير الديمقراطي وقيادته على غرار الديكتاتورية لتشاد، حيث أصبحت حقوق الإنسان قضية مشتركة ونضال للكثيرين في تشاد، ومع ذلك يعانون من ارتفاع معدلات البطالة والفقر والصعوبات من أجل التعامل مع فيروس كورونا.

## الاحتجاجات
في 6 فبراير أشعل مئات المتظاهرين النيران أثناء الاحتجاجات على إعادة انتخاب الرئيس إدريس ديبي في نجامينا، كرد فعل على انتخابه، أطلقت الشرطة الغاز المسيل للدموع لتفريقهم.
في 28 فبراير قال زعيم المعارضة يايا ديلو إن والدته وابنه وثلاثة أفراد آخرين من عائلته قتلوا في مداهمة قبل الفجر على منزله قادها نجل الرئيس. قال متحدث باسم الحكومة إن ديلو فشل في الرد على تكليفين قضائيين، وأن شخصين قُتلا وأصيب خمسة، بينهم ثلاثة من ضباط الشرطة.
في 20 مارس شارك الآلاف من المتظاهرين في عدة مسيرات وتجمعات لدعم مرشحي المعارضة. وكانت الأحزاب السياسية وجمعيات المجتمع المدني قد دعت إلى مظاهرات ضد الولاية السادسة للرئيس المارشال إدريس ديبي إتنو.
نظم موظفون حكوميون ومنظمات سياسية عدة مسيرات في 27 مارس للاحتجاج على الانتخابات المقبلة، ودعوا الناس إلى مقاطعتها، ورددوا هتافات لا للولاية السادسة! لا للفصل السادس! في نجامينا. كما تم اعتقال المتظاهرين وتعرضوا للضرب على أيدي الشرطة بمجرد أن بدأوا في الاحتجاج، مما أدى إلى حرق الإطارات.
في 27 أبريل اندلعت الاحتجاجات في نجامينا، مطالبة المجلس العسكري الانتقالي بالتنازل عن الانتقال المدني. لقيت امرأة مصرعها في العاصمة عندما هاجم محتجون مناهضون حافلة للجيش، فيما قتل رجل في جنوب البلاد. استخدمت الشرطة الغاز المسيل للدموع لتفريق المتظاهرين بينما حظر المجلس العسكري الانتقالي الاحتجاجات. وصف سياسيو المعارضة استيلاء المجلس العسكري الانتقالي على أنه «انقلاب». في 2 مايو رفع المجلس العسكري الانتقالي حظر التجول الليلي المفروض في البلاد في أعقاب وفاة الرئيس ديبي. كما أقر المجلس العسكري الانتقالي بمقتل ستة متظاهرين خلال مظاهرات الأسبوع الماضي.
استخدمت قوات الأمن التشادية الغاز المسيل للدموع والهراوات لتفريق المتظاهرين الذين خرجوا إلى شوارع العاصمة نجامينا يوم الأربعاء للتنديد بالاستيلاء العسكري على السلطة بعد مقتل الرئيس إدريس ديبي في ساحة المعركة. وقال مراسل لرويترز في مكان الحادث إن مجموعات صغيرة من المتظاهرين أحرقت الإطارات والأعلام الفرنسية، واشتبك البعض بعنف مع الشرطة. واعتُقل نحو 30 شخصاً، بحسب ائتلاف المجتمع المدني واكت تما في 19 مايو.

## قمع عنيف
استخدمت الشرطة القوة المفرطة ضد المتظاهرين، مما أدى إلى إصابة العشرات من المارة والمتظاهرين. وصف الشهود كيف ضرب أفراد قوات الأمن المتظاهرين بالسياط والعصي والهراوات. سحب الجريح من السيارة وضرب الركاب الآخرين، واعتقلت تعسفيا عشرات الأشخاص، وفي الهجوم على منزل زعيم المعارضة قتلت والدته. قال أحد المتظاهرين إنه تعرض لصدمات كهربائية أثناء الاحتجاز.